# Họ Hải đồng
Họ Hải đồng, Họ Khuy áo hay họ Hắc châu (danh pháp khoa học: Pittosporaceae) là một họ trong thực vật có hoa. Họ này bao gồm khoảng 200-250 (tùy theo hệ thống phân loại) loài cây thân gỗ, cây bụi và dây leo trong 6-10 chi. Các loài trong họ Pittosporaceae phân bố trong khu vực từ nhiệt đới tới ôn đới ấm của các vùng sinh thái châu Phi, Indomalaya, Australasia, đặc biệt đa dạng về loài tại Australia. Bên ngoài Australia hầu như chỉ có các loài của chi Pittosporum.

## Đặc điểm
Thân cây không lông hay có lông tơ, đôi khi có gai. Lá thường xanh, mọc so le, đôi khi mọc đối, không có lá bắc ở cuống lá; phiến lá chủ yếu dai như da, mép lá nhẵn, ít khi có khía răng cưa hay thùy. Cụm hoa dạng hoa tán, ngù, chùy hay đơn độc, có lá bắc. Hoa thông thường lưỡng tính, đôi khi tạp tính, đối xứng tỏa tia, ít khi đối xứng hai bên, thông thường dạng 5 (ngoại trừ bầu nhụy). Các lá đài thông thường tự do hay hợp sinh. Các cánh hoa tự do hay hợp sinh, màu trắng, vàng, lam hay đỏ. Các nhị đối diện các lá đài; chỉ nhị hình chỉ; bao phấn đính gốc hay đính lưng, 2-khoang, nứt theo chiều dọc hay bởi các lỗ chân lông. Bầu nhụy thượng, với 2 hay 3(–5) lá noãn, thông thường 1-khoang hay 2–5-khoang không đầy đủ; noãn nhiều, ngược noãn; đính vách, đính trụ hay ở đáy. Vòi nhụy ngắn, đơn hay 2–5-thùy, tồn tại lâu hoặc sớm rụng. Quả nang nứt theo đường ráp trục hoặc quả mọng. Hạt nhiều; vỏ hạt mỏng; nội nhũ nhiều; phôi nhỏ.

## Các chi
- Bentleya
- Billardiera (bao gồm cả Marianthus)
- Bursaria
- Cheiranthera
- Citriobatus
- Hymenosporum
- Pittosporum: Hải đồng, hắc châu (khoảng 140-200 loài)
- Pronaya
- Rhytidosporum ?
- Sollya

## Hình ảnh

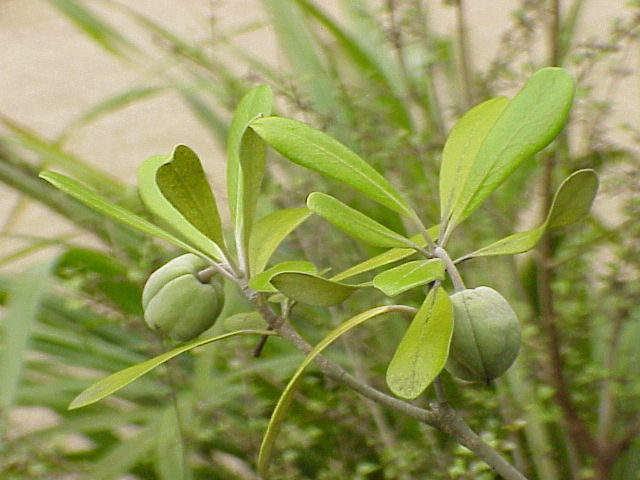
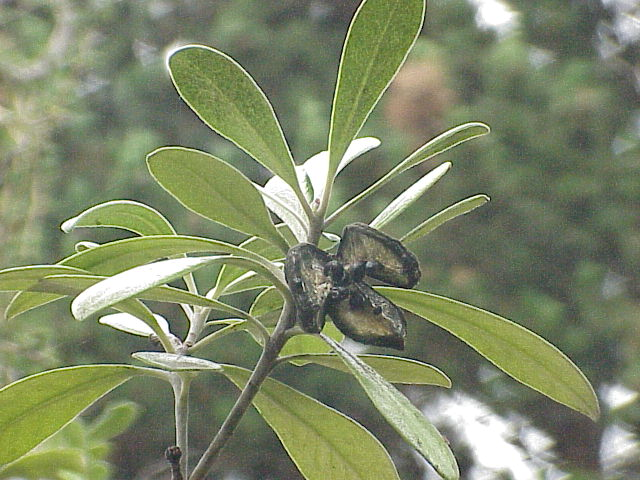
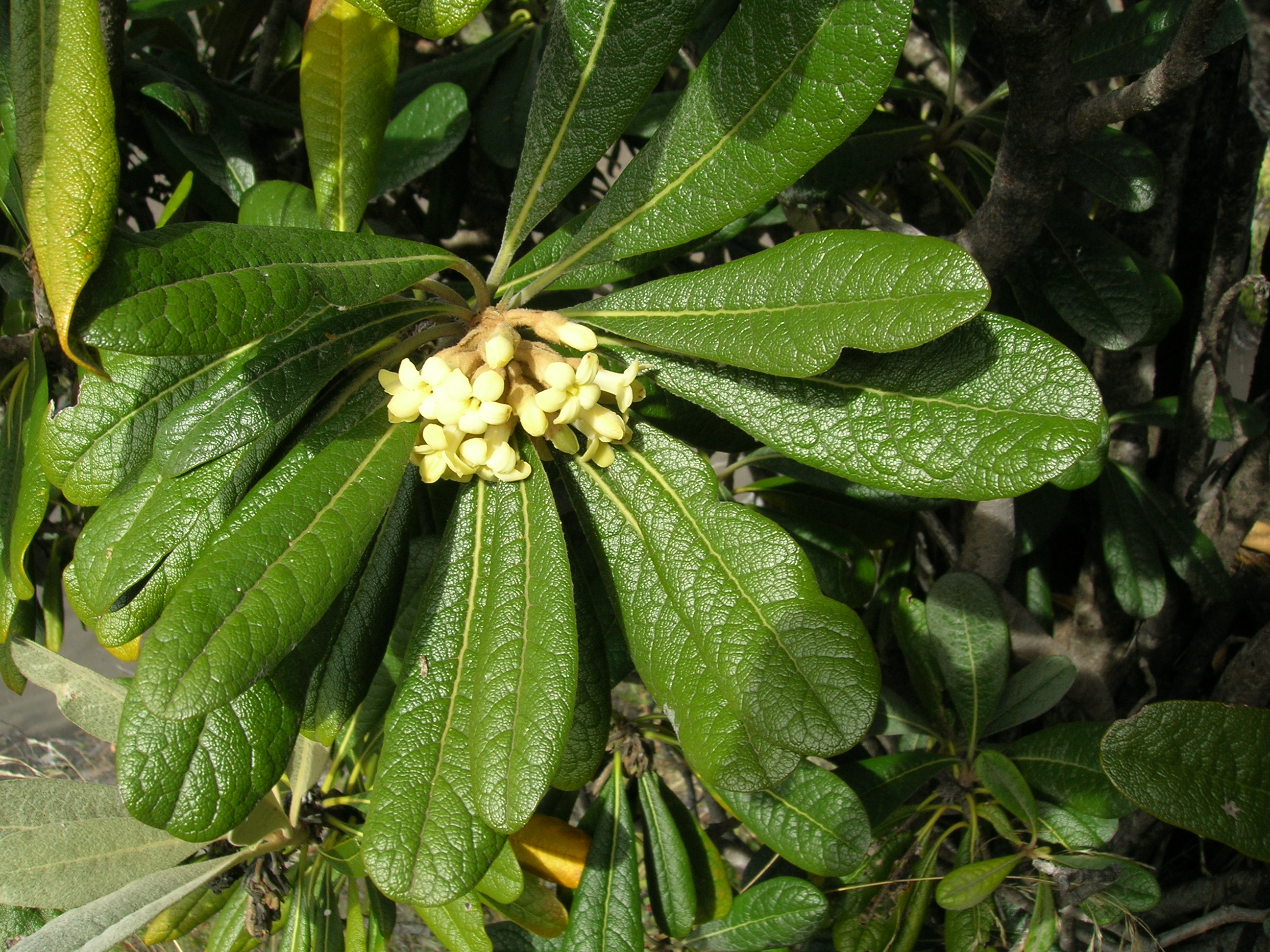
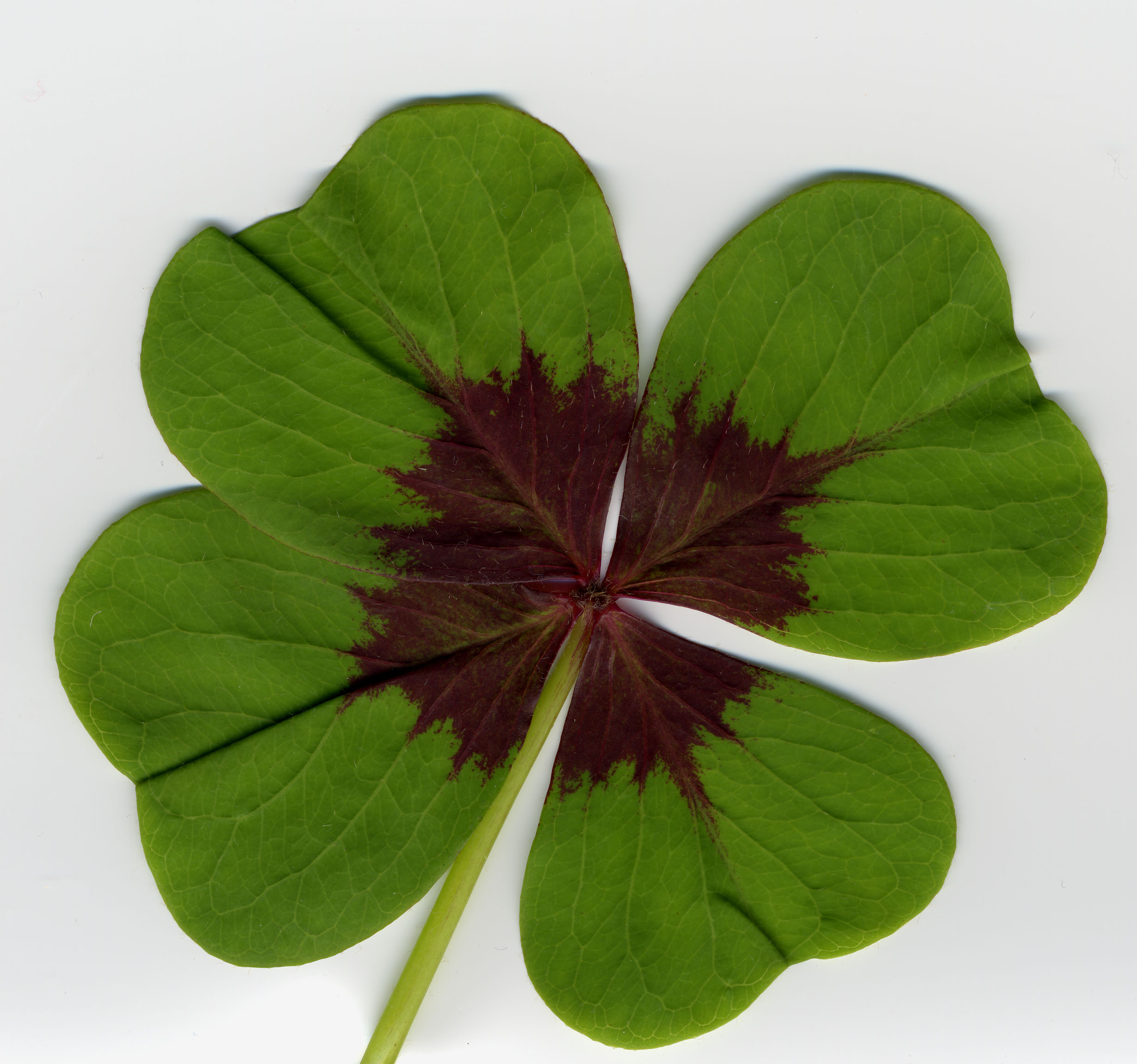